# Керол Шилдс
Керол Ен Шилдс (енгл. Carol Ann Shields, рођена Ворнер ; Оук Парк, Илиноис, САД, 2. јун 1935 – Викторија, Британска Колумбија, Канада, 16. јул 2003) била је канадски романописац и писац кратких прича рођена у Америци. Најпознатија је по свом роману The Stone Diaries (Камени дневници) из 1993. године, који је освојио америчку Пулицерову награду за фикцију, као и награду генералног гувернера у Канади.

## Младост и образовање
Шилдс је рођена као Керол Ен Ворнер у Оук Парку, Илиноис. Студирала је на Хановер колеџу, у Индијани, где је постала члан сестринства Alpha Delta Pi. Стипендија Уједињених нација подстакла је Шилдсову да проведе основну годину у иностранству 1955–1956 на Универзитету Ексетер у Енглеској. Шилдс је радила на постдипломским студијама на Универзитету у Отави, где је магистрирала 1975.
Године 1955, док је била на студијској седмици под покровитељством British Council-а у Шкотској, упознала је канадског студента инжењерства Доналда Хјуа Шилдса. Пар се венчао 1957. године и преселио се у Канаду, где су добили сина и четири ћерке. Шилдс је касније постала канадски држављанин.

## Каријера
Године 1973. Шилдс је постала асистент уредника часописа Canadian Slavonic Papers док је живела у Отави 1968–1978. Њен први роман Small Ceremonies (Мале церемоније) објављен је 1976, а затим The Box Garden 1977. Те године радила је као предавач на катедри за енглески језик на Универзитету у Отави. Предавала је креативно писање на Универзитету Британске Колумбије док је живела у Ванкуверу од 1978. до 1980. године.
Шилдсов трећи роман, Happenstance, објављен је 1980. године; те године, она и њен муж су се настанили у Винипегу, у Манитоби, након што је он био ангажован да предаје на Факултету инжењерских наука Универзитета у Манитоби. Овде је Шилдс написала своје познатије књиге.
Од јесени 1982. надаље, Шилдс је предавала на катедри за енглески језик Универзитета у Манитоби, прво као доцент (1982–1992), затим као ванредни професор (1992–1995). Објавила је роман Swann 1987, а The Republic of Love (Република љубави) 1992. The Stone Diaries (Камени дневници) (1993) освојили су Пулицерову награду за фикцију 1995. и Гувернерову награду 1993. године, једина књига која је икада добила обе награде. Освојио је награду америчког Националног круга књижевних критичара 1994. године, а номинован је 1993. за Букерову награду. Камени дневници проглашени су за једну од најбољих књига године од стране Publishers Weekly-а. Такође је изабрана за „Запажену књигу“ од стране The New York Times Book Review, који је написао „Камени дневници нас поново подсећају зашто је књижевност важна“.
Шилдс је постала редовни професор енглеског језика 1995. године, а 1996. године постала је канцеларка Универзитета у Винипегу.
Шилдс је била аутор неколико збирки кратких прича, укључујући Various Miracles (Разна чуда) (1985),The Orange Fish (Наранџаста риба) (1989) и Dressing Up for the Carnival (Облачење за карневал) (2000). Добитница је главне награде Савета Канаде, две награде National Magazine, Marian Engel Award 1990, награде канадских аутора и награде за кратку причу Канадске радиодифузне корпорације. Именована је за официра Ордена Канаде 1998, а уздигнута је у пратиоца Реда 2002. Шилдс је такође била члан Краљевског друштва Канаде и члан Реда Манитобе.
Керол Шилдс је 1998. освојила Женску награду за белетристику за свој роман Larry's Party (Ларијева забава) из 1997. године. Њен последњи роман, Unless (2002), био је номинован за Гилерову награду 2002. године, књижевну награду генералног гувернера Канаде, Букерову награду и женску награду за белетристику 2003. године. Награђена је Наградом за белетристику Етел Вилсон. По одласку у пензију 2000. Шилдс је постала професор емерита на Универзитету Манитоба. Те године, након Доновог пензионисања, пар се преселио у Викторију, Британску Колумбију.
Шилдс је такође проучавала дела Џејн Остин. Написала је биографију под називом Jane Austen (Џејн Остин), која је у априлу 2002. освојила награду Чарлс Тејлор за књижевну публицистику од 25.000 долара, награду коју је у њено име примила њена ћерка Мег у Торонту, 22. априла 2002. године.
Њен последњи роман, Unless (Осим ако), садржи страствену одбрану списатељица које пишу о 'домаћим' темама.
Керол Шилдс је написала драме укључујући Departures and Arrivals (Одласке и доласке) које су стотине пута извођене у аматерским и професионалним позориштима. Остале прослављене драме укључују Thirteen Hand (Тринаест руку) (1993), Fashion, Power, Guilt, and the Charity of Families (Мода, моћ, кривица и добротворност породица) (у коауторству са ћерком Кетрин Шилдс) (1995) и Unless (Осим, ако)  (са ћерком Саром Кесиди) (2005). Шилдсове збирке песама су објављене 1972. Others, 1974. Intersect и 1992. Coming to Canada.
Две збирке есеја које су написале жене о ономе што им није речено постале су бестселери у Канади. Dropped Threads (Испуштене теме) (2001) и Dropped Threads 2 (Испуштене теме 2) (2003) уређивале су Шилдс и њена пријатељица и колегиница Марџори Андерсон.

## Смрт и наслеђе
Шилдс је умрла 2003. од рака дојке у 68. години у Викторији.
Након њене смрти, шест њених кратких прича је Shaftesbury Films адаптирао у драматичну антологијску серију The Shields Stories. Њене раније збирке кратких прича поново су објављене као Collected Stories of Carol Shields 2005. године. Филмови засновани на романима Керол Шилдс укључују Swann (1996) и The Republic of Love (2003). Њен последњи роман, Unless, је 2016. адаптирао као драму Алан Гилсенан.
Шилдсова најстарија ћерка, Ен Ђардини, такође је писац. Ђардини је дала допринос National Post-у као колумниста и објавила свој први роман, The Sad Truth About Happiness (Тужна истина о срећи). Анин други роман, Advice for Italian Boys (Савети за италијанске дечаке), објављен је 2009. Ђардини и њен син Николас уредили су књигу Шилдсових мисли и савета о писању, Startle and Illuminate (Уплаши се и осветли), објављену 2016.
Шилдсова најмлађа ћерка, Сара Кесиди, објавила је многе књиге за децу и романе за младе, укључујући Slick (2010), Windfall (2011), A Boy Named Queen (2016) и Nevers (2019), која је била номинована за награду генералног гувернера за књижевност за младе.
Године 2020, награда Керол Шилдс за фикцију објављена је као нова књижевна награда у част писању канадских и америчких жена.

## Почасти и награде
- награда Канадског удружења аутора за најбољи роман 1976. (Мале церемоније)
- награда Артур Елис за најбољу канадску мистерију (Swann: A Mystery)
- ужи избор за Букерову награду (Камени дневници;Осим ако)
- Награда генералног гувернера (Камени дневници)
- награда Националног круга књижевних критичара (Камени дневници)
- Пулицерова награда (Камени дневници) [9]
- Женска награда за белетристику (Ларијева забава)
- Награда Чарлса Тејлора за књижевну документарну литературу (Џејн Остин)
- номинације за Гилерову награду (Ларијева забава и Unless)
- награда Златне плоче Америчке академије за достигнућа [10]

### Новеле
- Small Ceremonies (Мале церемоније), 1976, (добитник награде Канадског удружења аутора)
- The Box Garden, 1977, (касније објављено у заједничком издању са Small Ceremonies као Duet)
- Happenstance (Случај), 1980
- A Fairly Conventional Woman (Прилично конвенционална жена), 1982, (касније објављено као заједничко издање са Happenstance као Happenstance)
- Swann: A Mystery, 1987, (УК наслов: Mary Swann), (Награда Arthur Ellis за најбољу канадску мистерију, 1988)
- A Celibate Season (Сезона целибата), 1991, (са Бланш Хауард)
- The Republic of Love (Република љубави), 1992
- The Stone Diaries (Камени дневници), 1993, (добитник Гувернерове награде, Награде Националног круга критичара књиге и Пулицерове награде)
- Larry's Party, 1997, (добитник Женске награде за белетристику и Велика награда књиге Монтреала)
- Unless, 2002, (добитник награде Етел Вилсон за фикцију, у ужем избору за Букер награду и Гилерову награду 2002. и у ужи избор за Женску награду за белетристику 2003.)

### Графичке новеле
- Susanna Moodie: Roughing it in the Bush, 2016, (са Патриком Кроуом и уметношћу Селене Гулдинг)

### Кратке приче
- Various Miracles (Разна чуда), 1985.
- The Orange Fish (Наранџаста риба), 1989.
- Dressing Up for the Carnival (Облачење за карневал), 2000.
- Collected Stories (Сабране приче), 2004.

### Поезија
- Others (Други), 1972.
- Intersect (Пресећи), 1974.
- Coming to Canada (Долазак у Канаду), 1992.

### Драме
- Departures and Arrivals (Одласци и доласци), 1990.
- Thirteen Hands (Тринаест руку), 1993.
- Fashion Power Guilt and the Charity of Families, 1995, (саКатрин Шилдс)
- Anniversary: A Comedy, (Годишњица: Комедија), 1998, (са Дејвом Вилијамсоном)
- Women Waiting (Жене на чекању), 1983.
- Unless (Осим ако), 2005.
- Larry's Party - the Musical, 2000, (адаптирао Ричард Узунијан уз музику Марека Нормана)
- Thirteen Hands and Other Plays (Тринаест руку и друге представе), 2002.

### Критика
- Susanna Moodie: Voice and Vision (Сузана Муди: Глас и визија), 1976.

### Биографије
- Jane Austen, 2001.

### Антологије
- Dropped Threads: What We aren't Told (Избачене теме: Шта нам се не каже), 2001. (уредила са Марјорие Андерсон)
- Dropped Threads 2: More of What We aren't Told (Избачене теме 2: Више онога што нам није речено), 2003. (уредила са Марјорие Андерсон)

### Филмови
- Swann, 1996.
- The Republic of Love (Република љубави), 2003.